# مسجد مکه
مسجد مکه از مساجد تاریخی اهل سنت در هند است که در دوران قطب شاهیان در حیدرآباد هند احداث شد.

## جستارهای وابسته

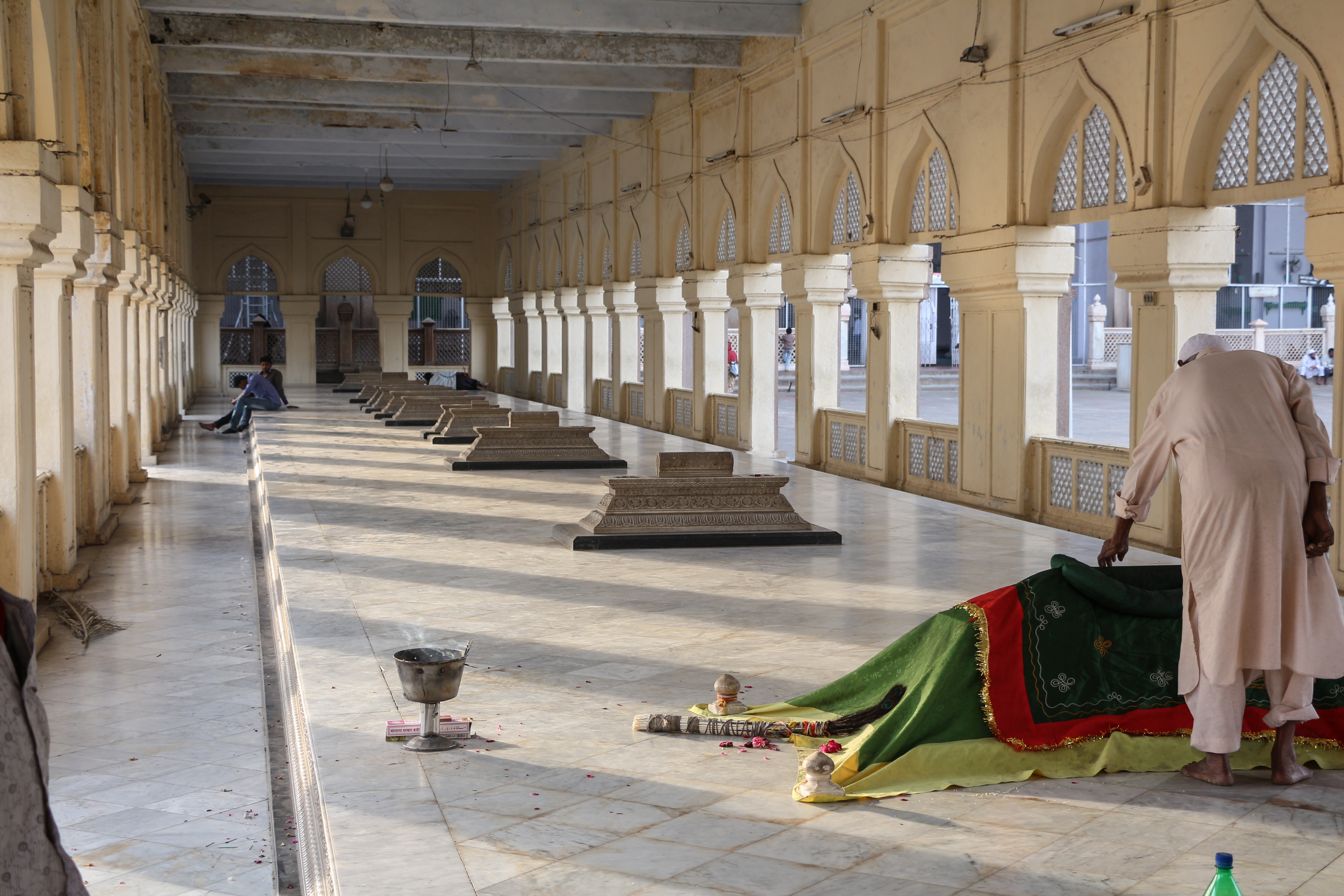
محبوب علی خانقبر